# 대한민국 형사소송법 제174조
대한민국 형사소송법 제174조는 감정인의 참여권, 신문권에 대한 형사소송법의 조문이다.

## 조문
제174조(감정인의 참여권, 신문권) ① 감정인은 감정에 관하여 필요한 경우에는 재판장의 허가를 얻어 서류와 증거물을 열람 또는 등사하고 피고인 또는 증인의 신문에 참여할 수 있다.
②감정인은 피고인 또는 증인의 신문을 구하거나 재판장의 허가를 얻어 직접 발문할 수 있다.

第174條(鑑定人의 參與權, 訊問權) ① 鑑定人은 鑑定에 關하여 必要한 境遇에는 裁判長의 許可를 얻어 書類와 證據物을 閱覽 또는 謄寫하고 被告人 또는 證人의 訊問에 參與할 수 있다.
②鑑定人은 被告人 또는 證人의 訊問을 求하거나 裁判長의 許可를 얻어 直接 發問할 수 있다.

## 참고 문헌
- 손동권 신이철, 새로운 형사소송법(초판, 2013), 세창, 2013. ISBN 9788984114081